# ブバカル・クヤテ
ブバカル・クヤテ（フランス語: Boubakar Kouyaté、1997年4月15日 - ）は、マリのサッカー選手。マリ代表。ポジションはDF。
キキ・クヤテ（Kiki Kouyaté）とも。

## クラブ歴
2015年にASレアル・バマコからカウカブ・マラケシュに移籍した。
2016年8月26日にスポルティング・クルーベ・デ・ポルトゥガルに移籍し9月11日にセカンドチームで初出場。イヴァニウド・フェルナンデスとのコンビでレギュラーを務めた。2018年2月4日の試合で怪我を負い、シーズン残りを棒に振った。トップチームでの出場は無かった。
2019年1月に3年半契約でリーグ・ドゥのESTACに移籍。2月1日に移籍後初出場を記録すると、2週間後にはジェレミー・コルドヴァルの代わりに右サイドバックとして出場した。翌シーズンはレギュラーとしてクラブの得点王に輝く活躍を見せたが、1月27日の試合で負傷した。このシーズンはリーグ・ドゥのベストイレブンの控えに選出される活躍を見せた。また、ノッティンガム・フォレストFCが獲得に興味を示した。
2020年8月25日に4年契約でリーグ・アンのFCメスに完全移籍。
2023年1月20日、モンペリエHSCに移籍した。

## 代表歴
2017年9月に2018 FIFAワールドカップ・アフリカ3次予選・モロッコ代表戦メンバーに招集されたが出場は無かった。2019年3月26日に行われたセネガル代表との親善試合で代表初出場。